# New York (stato)
Lo Stato di New York (in italiano anche Stato di Nuova York; in inglese americano: /n(j)uːˈjɔɹk/ ) è uno Stato federato degli Stati Uniti d'America (sigla NY), la cui capitale è Albany, ma la città più conosciuta e popolosa è New York City (NYC). Con 19,9 milioni di abitanti nel 2024, è il quarto Stato più popoloso degli Stati Uniti d'America, con circa il 44% della popolazione che vive a New York City.
Lo Stato di New York si trova nel nordest degli Stati Uniti d'America e confina a nord con il Canada, a est con Vermont, Massachusetts e Connecticut, a sud con New Jersey e Pennsylvania. L'area metropolitana di New York City è il più importante centro finanziario, mediatico ed economico del mondo. Le città più popolose dello stato, dopo New York City, sono Buffalo, Yonkers, Rochester, Syracuse e Albany.

## Storia

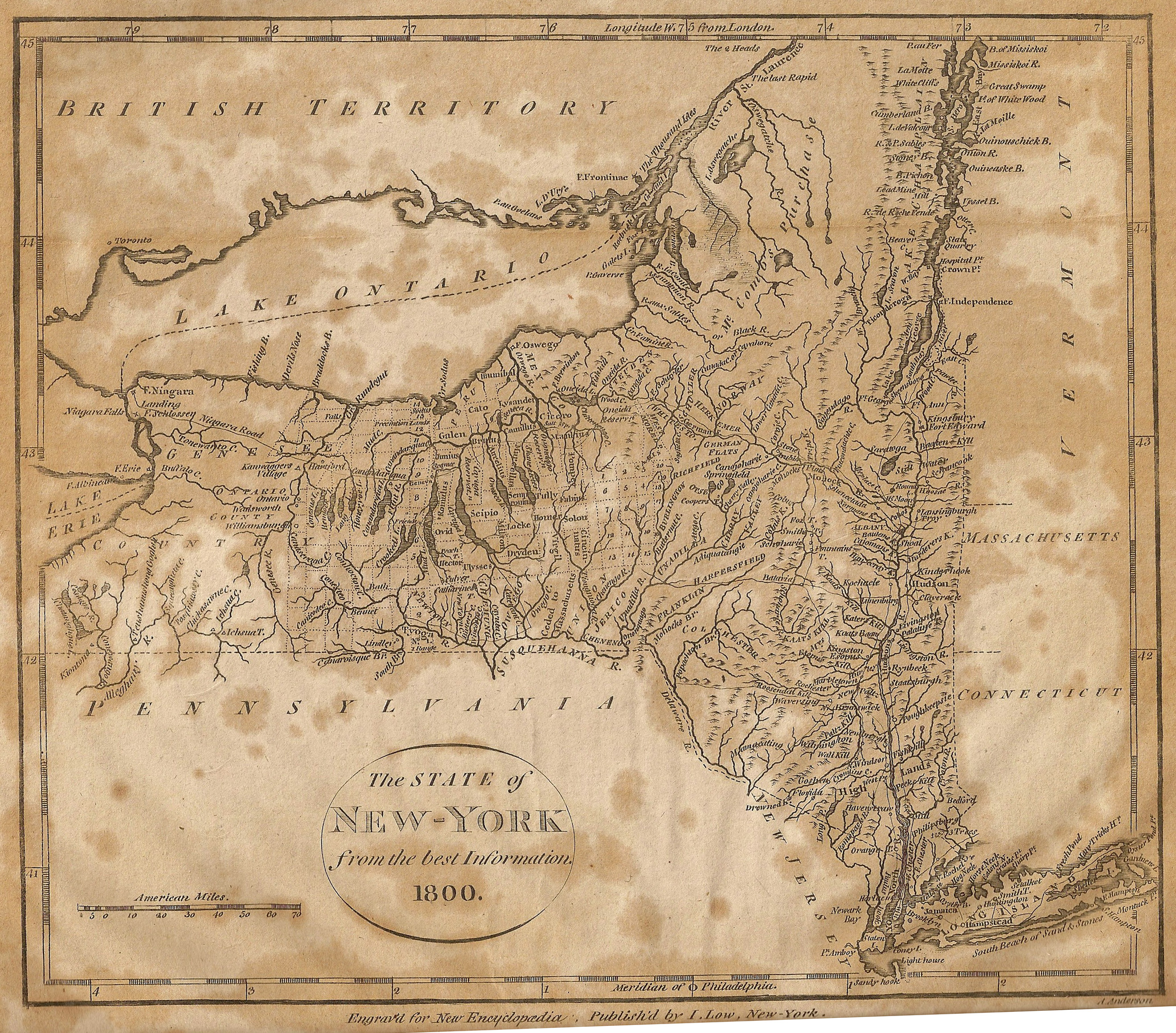
Mappa dello Stato di New York nel 1800 dall'Enciclopedia di Low

Gli olandesi furono i primi coloni europei a insediarsi nella zona fondando le città di Fort Nassau, Fort Oranje e Nieuw Amsterdam. Nel 1660 il territorio passò all'Inghilterra, che rinominò Nieuw Amsterdam in New York, in onore del duca di York, che sarebbe poi diventato re Giacomo II. Il territorio fu organizzato in un metodo che tuttora viene seguito, dividendo lo Stato in 12 contee, ognuna delle quali suddivisa in città.
New York fu una delle tredici colonie che si ribellarono all'Inghilterra durante la Rivoluzione americana. Dopo la Rivoluzione, per dare impulso all'economia e superare la barriera naturale dei monti Appalachi, fu progettato un canale per collegare il fiume Hudson al lago Erie, opera che venne ultimata nel 1825. Il canale Erie promosse la colonizzazione delle parti centrali e occidentali dello Stato, allora spopolate, e permise a industrie e fattorie di trasportare i loro prodotti al crescente mercato della città di New York.
Nel corso della guerra di secessione americana schierò un ingente quantitativo di truppe a sostegno dell'Unione.

## Geografia fisica

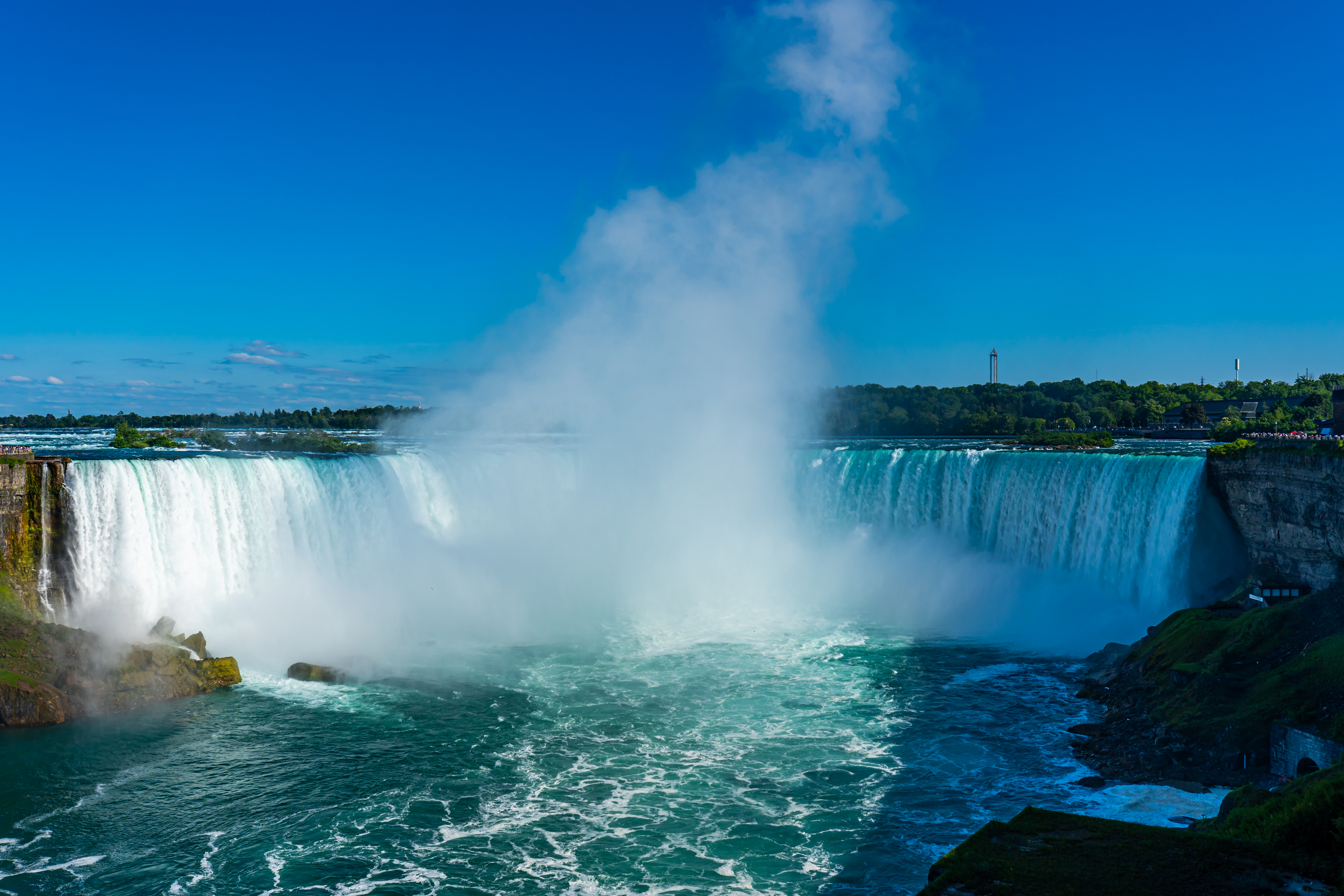
Cascate del Niagara

Lo Stato di New York copre una superficie di 141205 km² ed è il 27º stato per grandezza. Il punto più alto è il Monte Marcy (1 629 metri sul livello del mare). Lo Stato di New York confina con (in senso orario da nord-ovest): due Grandi Laghi (Erie e Ontario che sono collegati dal fiume Niagara), le province canadesi del Quebec e dell'Ontario, tre stati della Nuova Inghilterra (Vermont, Massachusetts, e Connecticut), l'Oceano Atlantico, e gli Stati del New Jersey e della Pennsylvania.
Lo Stato di New York accoglie un’area coperta da immunità diplomatica, il complesso delle Nazioni Unite che si trova sulla riva est di Manhattan. Lo Stato di New York presenta due exclavi marittime: la Liberty Island e la porzione del Museo dell'immigrazione a Ellis Island. Nella parte superiore dello Stato si trovano i monti Catskill e i monti Adirondack, i Finger Lakes e i laghi Champlain, George, e Oneida. I principali fiumi che attraversano lo Stato di New York sono il fiume Delaware, il fiume Genesee, il fiume Hudson, il fiume Mohawk, e il fiume Susquehanna. Il punto più alto è il monte Marcy, negli Adirondack.
All'estremità meridionale dello Stato, la città di New York, la sua periferia e la parte meridionale della valle dell'Hudson danno vita al nucleo centrale di "Megalopoli", l'insieme di aree metropolitane che si estende dalla periferia nord di Boston ai sobborghi meridionali di Washington e quindi chiamata anche BosWash. Descritta per la prima volta da Jean Gottman nel 1961 come un nuovo fenomeno nella storia della urbanizzazione mondiale, Megalopolis è costituita da un agglomerato di popolose aree urbane situate sulla costa, specializzate nel settore terziario, in particolare nel commercio, giustizia, finanza, istruzione, editoria e sedi governative strettamente collegate tra loro. Nel mondo esistono anche molti altri esempi di super-città come Megalopolis, ma questa, incentrata attorno alla città di New York City, è stata la prima ad essere stata descritta e resta ancora il migliore esempio.
La fascia delle megalopoli, comunque, non è il solo aspetto dello Stato di New York. Anche se è conosciuto per l'atmosfera urbana di New York, in particolare per i grattacieli di Manhattan, il resto dello Stato è dominato da fattorie, foreste, fiumi, montagne e laghi. Pochi sanno che l'Adirondack State Park è più vasto di qualsiasi altro parco nazionale negli Stati Uniti. Le cascate del Niagara, sul fiume Niagara fra il lago Erie e il lago Ontario sono una popolare attrazione turistica. Il fiume Hudson scorre attraverso la parte orientale dello Stato senza immettersi in nessun lago. La parte settentrionale del lago George si congiunge con il lago Champlain, la cui estremità settentrionale a sua volta termina in Canada, confluendo nel fiume Richelieu, affluente del San Lorenzo. Quattro dei cinque distretti della città di New York City sono situati su tre isole alla foce dello Hudson: Manhattan, Staten Island, e Long Island.

## Origini del nome
Lo stato e la città devono il loro nome a James Stuart, duca di York e poi re di Inghilterra, con il nome di Giacomo II, dal 1685 al 1688. La città di York è una delle più antiche città inglesi e il suo nome – che forse risente dell’influsso delle lingue celtiche che si parlavano nella zona – viene da quello che le diedero i romani nel 71 d.C.

## Economia

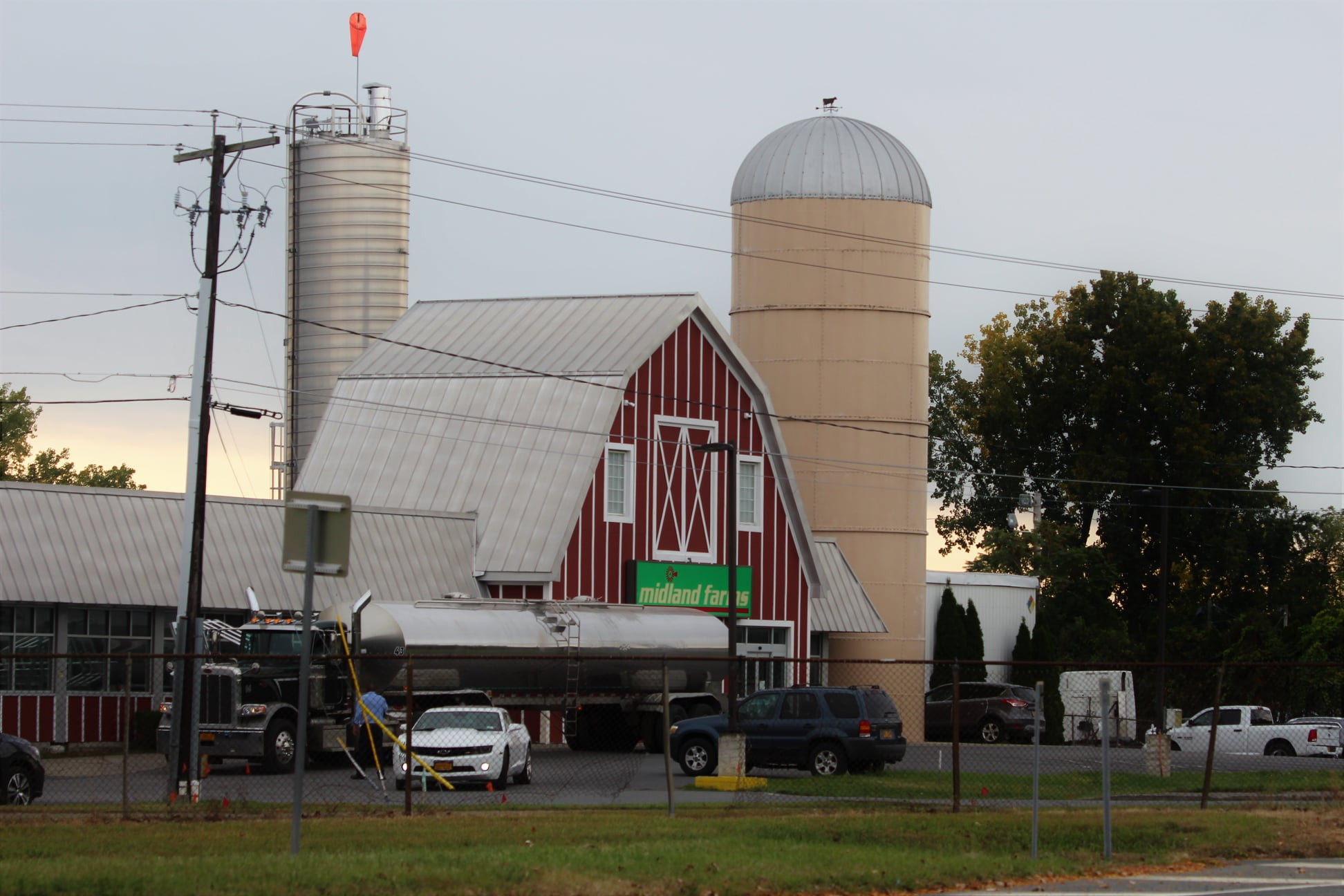
Fattoria nello stato di New York

La città di New York domina l'economia dello Stato. È il principale centro bancario, finanziario e di comunicazione negli Stati Uniti ed è sede della Borsa di New York (NYSE) sulla Wall Street, a Manhattan. Nel 2010, il prodotto interno lordo dello Stato era di 1 487 miliardi di dollari, il terzo negli USA dopo quelli di California e Texas. Il reddito pro capite nel 2007 era di 64579 $, al secondo posto nella nazione.
Fra i vari settori dell'agricoltura sono particolarmente sviluppati la produzione casearia, l'allevamento, la coltivazione di verdure e mele. Fra i settori industriali l'editoria, gli strumenti scientifici, apparecchiature elettriche, macchinari, prodotti chimici.

### Turismo
La quasi totalità dei turisti si reca nella città di New York (93%). Un'altra meta ambita è il sito delle cascate del Niagara, a nord dello Stato al confine con il Canada.

## Cultura
Nello Stato hanno sede la State University of New York mentre nella città di New York ha sede l'Università della Città di New York (City University of New York)

## Sport

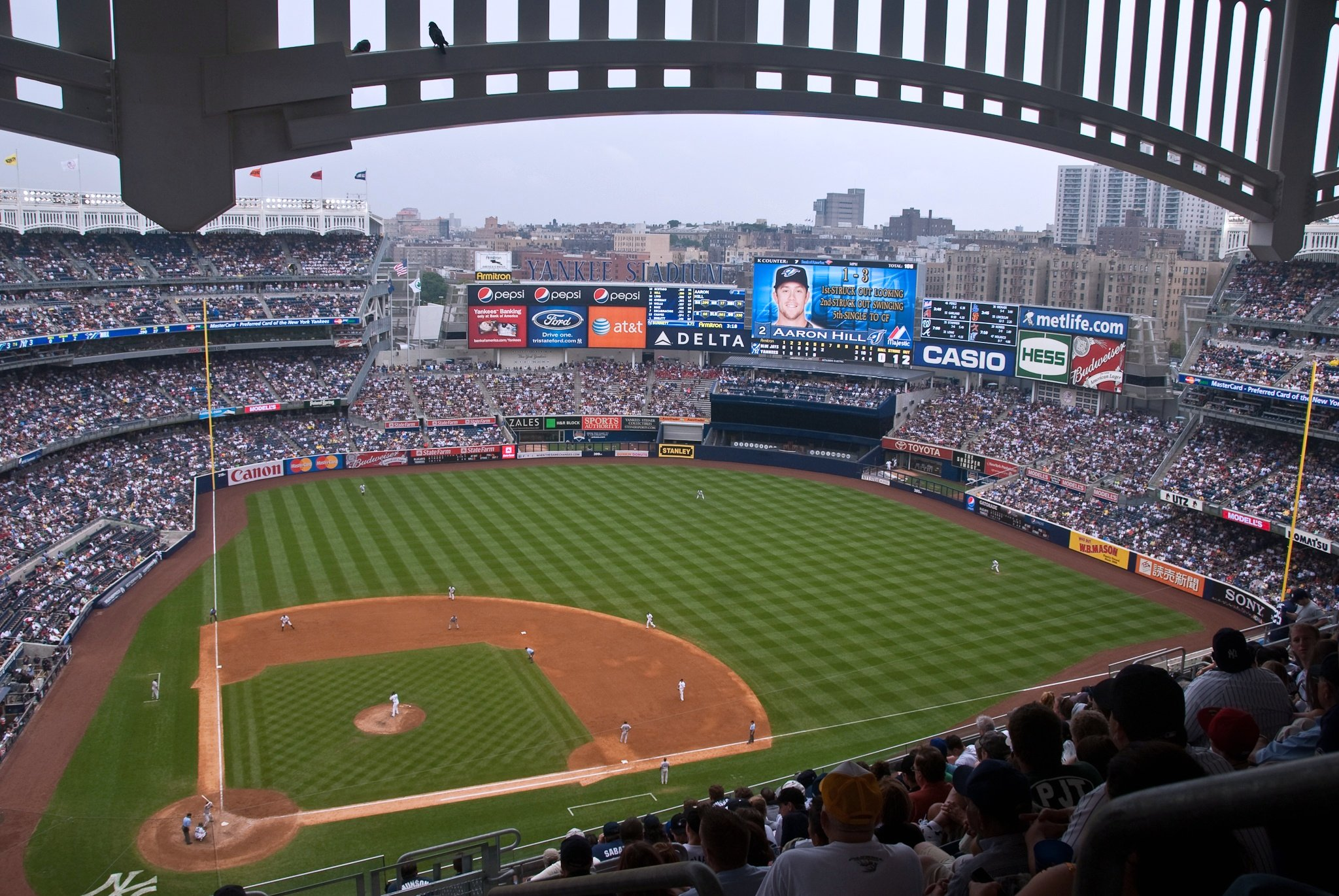
lo Yankee Stadium.

Le franchigie dello Stato di New York che partecipano alle grandi leghe sportive professionistiche americane:
Basketball - NBA
- New York Knicks
- Brooklyn Nets

Football Americano - NFL
- Buffalo Bills
- New York Jets
- New York Giants

Hockey - NHL
- Buffalo Sabres
- New York Islanders
- New York Rangers

Baseball - MLB
- New York Mets
- New York Yankees

Calcio - MLS
- New York Red Bulls
- New York City Football Club

Lacrosse - NLL
- Buffalo Bandits
- Rochester Knighthawks
- New York Titans
- Rochester Rattlers

## Politica
Il Governatore dello Stato è Kathy Hochul (democratico). Senatori dello Stato di New York sono Kirsten Gillibrand (democratica) e Charles Schumer (democratico).
Il parlamento dello Stato è spesso stato "disfunzionale", in quanto l'Assemblea è stata a lungo controllata dai Democratici, mentre il Senato dai Repubblicani. Per vent'anni il bilancio non è mai stato approvato in tempo e il governo spesso non è riuscito a far passare leggi per cui supponeva esserci un certo consenso.

## Criminalità
I gravi crimini di New York sono divisi in cinque classi diverse, dalla classe E alla classe A. Per questi crimini esiste una serie di punizioni in funzione della gravità del reato. In generale, la maggior parte dei crimini gravi sono punibili con almeno un anno di carcere. I crimini della classe A includono l'omicidio aggravato, incendio doloso di primo grado, cospirazione, il terrorismo. I crimini della classe E includono molestie aggravate, aggressione, furto.
Il tasso di crimini violenti a New York è pari al 3,5, rispetto al 3,7 nazionale. Nel 2020 le città più sicure dello Stato sono state Lewisboro, Sleepy Hollow Village e Kirkland Town. Nel corso degli ultimi tre anni non è stato registrato alcun crimine violento. Buffalo è considerata la città più pericolosa.

## Popolazione

### Evoluzione demografica

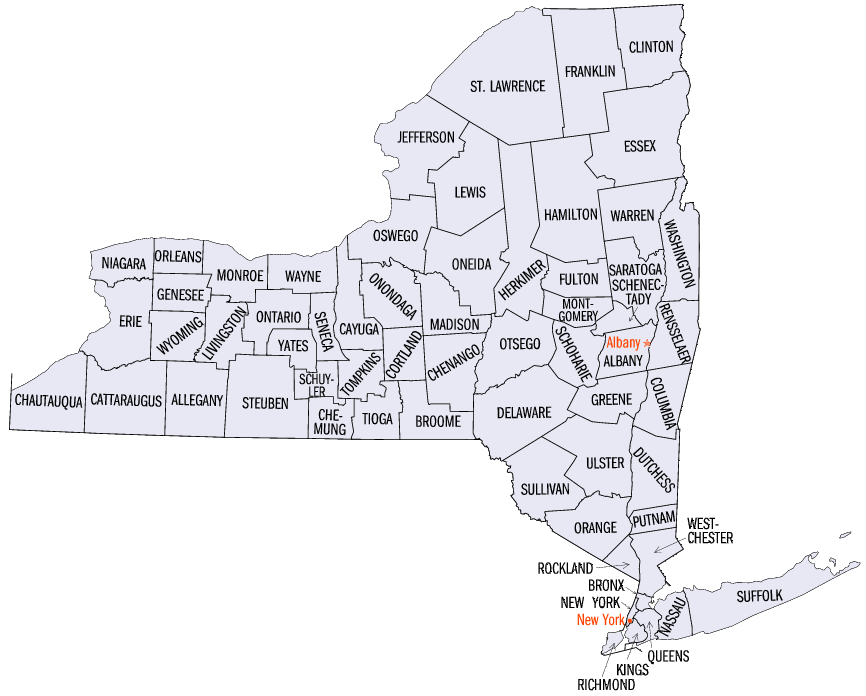
Mappa delle contee statali

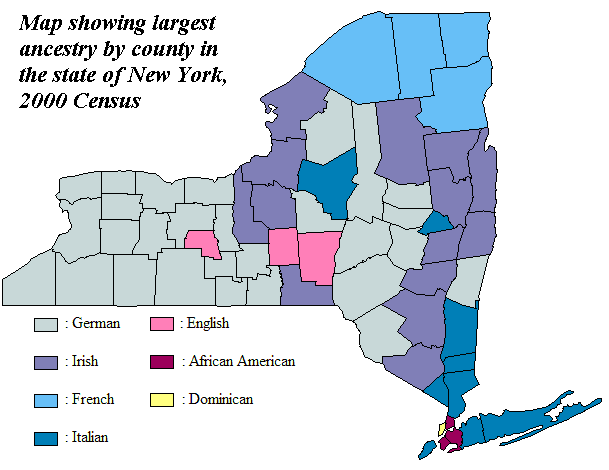
Mappa etnica dello stato di New York in base al censimento del 2000

La popolazione, al censimento del 2010, era di 19 378 102 abitanti, la terza per numero dopo la California ed il Texas.
Per quanto riguarda la discendenza di appartenenza è così suddivisa:
- afroamericani 15,7%
- italoamericani 14,5%
- irlandesi 12,9%
- tedeschi 11,1%
- inglesi 6,0%
- il 16% circa è di origine ispanica

È stato stimato inoltre che il 20,4% della popolazione dello Stato sia nata all'estero.
Secondo il censimento del 2000, il 13,61% della popolazione al di sopra di 5 anni parlava spagnolo a casa, il 2,04% cinese, l'1,65% italiano e l'1,23% russo.
Per età era così suddivisa:
- sotto i 5 anni 6,5%
- da 5 a 24 anni 24,7%
- da 24 a 65 anni 55,9%
- oltre 65 anni 12,9%

### Città

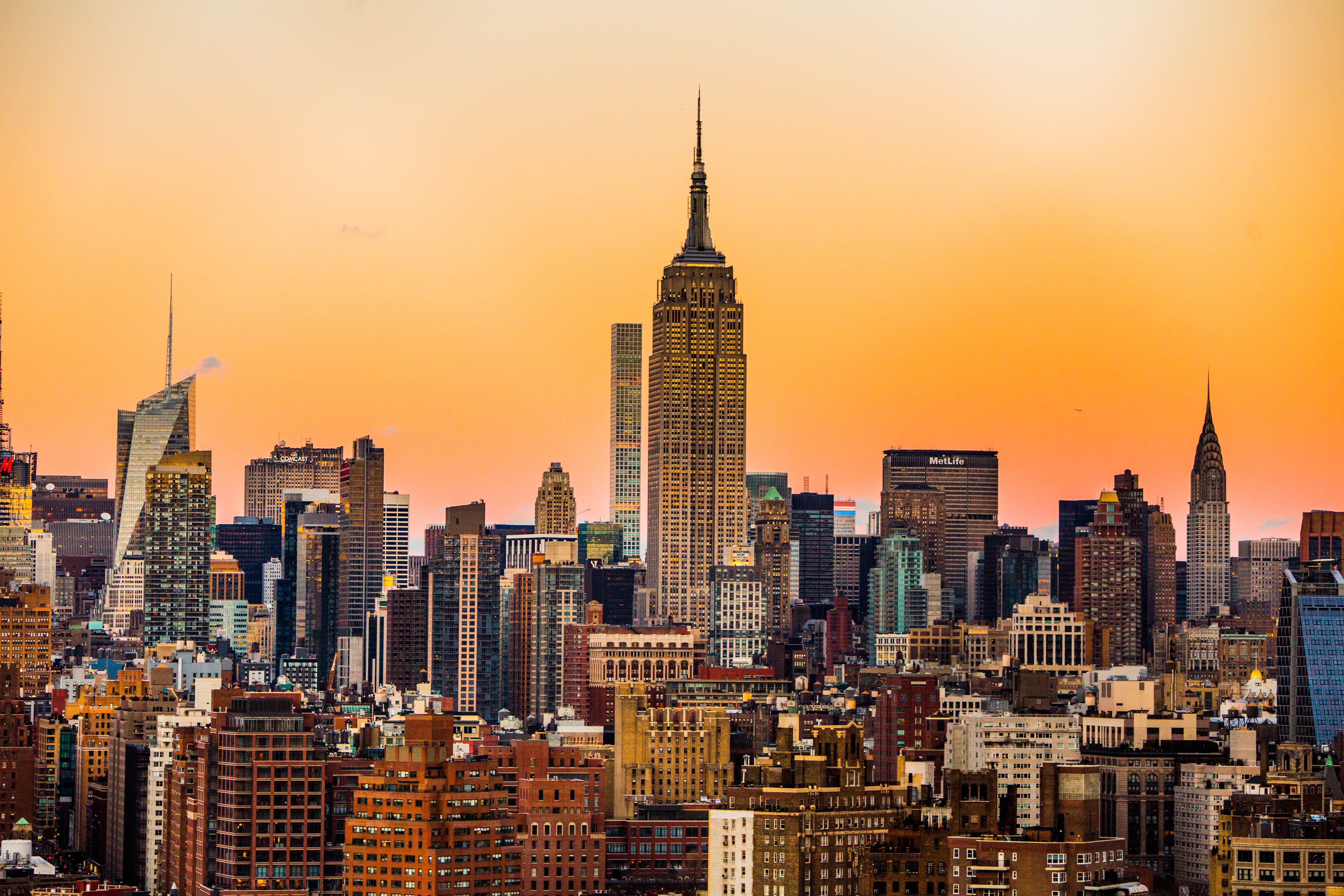
Skyline di Manhattan

La città con il maggior numero di abitanti è New York, al confine con il New Jersey, mentre altri importanti centri, come Buffalo e Rochester, sono situati nella parte settentrionale dello Stato.
Secondo il censimento del 2010 le dieci città più popolose dello Stato sono:
1. New York, 8 175 133
2. Buffalo, 261 310
3. Rochester, 210 565
4. Yonkers, 195 976
5. Syracuse, 145 170
6. Albany, 97 856
7. New Rochelle, 77 062
8. Mount Vernon, 67 292
9. Schenectady, 66 135
10. Utica, 62 235

### Religione
Secondo lo "U.S. Religious Landscape Study", realizzato dal Pew Research Center's Religion & Public Life Project nel 2014 la composizione religiosa dello Stato di New York era la seguente:
- Cristiani: 60%
  - Cattolici: 31%
  - Protestanti: 26%
  - Altri Cristiani: 3%
- Ebrei: 7%
- Musulmani: 2%
- Buddisti: 1%
- Induisti: 1%
- Altre fedi: 2%
- Non affiliati: 27%